# Tytthoscincus temmincki
Espèce
Synonymes
- Lygosoma temmincki Duméril & Bibron, 1839
- Sphenomorphus temmincki (Duméril & Bibron, 1839)

Tytthoscincus temmincki est une espèce de sauriens de la famille des Scincidae.

## Répartition
Cette espèce est endémique d'Indonésie. Elle se rencontre aussi sur les îles de Java, de Sumatra et de Sulawesi.

## Étymologie
Cette espèce est nommée en l'honneur de Coenraad Jacob Temminck.

## Publication originale
- Duméril & Bibron, 1839 : Erpétologie Générale ou Histoire Naturelle Complète des Reptiles. vol. 5, Roret/Fain et Thunot, Paris, p. 1-871 (texte intégral).